# Neuron (software)
NEURON es un ambiente de simulación de modelos individuales de neuronas o de redes de neuronas. Fue inicialmente desarrollado por Michael Hines, John W. Moore y Ted Carnevale en las Universidades de Yale y Duke.